# Silene takeshimensis
Silene takeshimensis är en nejlikväxtart som beskrevs av Homiki Uyeki och Sakata. Silene takeshimensis ingår i släktet glimmar, och familjen nejlikväxter. Inga underarter finns listade i Catalogue of Life.